# لجدار
الجدار، هي آثار مجموعات من أهرامات متدرجة على أسس مربعة، يُعتقد أنها مقابر لحكام رومانيين او نصب تذكارية للنصر على متمردين محليين، بنيت في القرن الرابع والخامس الميلادي. تقع على مرتفعات غرب مدروسة، في منطقة توسنينة (ولاية تيارت).
يوجد 13 هرما منها، وتُكَوِّن مجموعتين متباعدتين عن بعضهما بنحو ستة كيلو مترات، بُنيت على تلتين متجاورتين.

## الموقع
تبعد لجدار حوالي 30 كم عن مدينة تيارت من ناحية الجنوب الغربي وعلى مسافة 09 كم عن مدينة توسنينة و07 كم عن مدينة مدغوسة وتجدر الإشارة إلى ان لجدار منطقة أثرية على الحدود بين بلديتي توسنينة وفرندة، إلى الجنوب من ولاية تيارت بالجزائر.

## تاريخ
لجدار تنتمي لمجموعة من الأضرحة التي نجدها في الجزائر حاليا و تنتشر من شرقها لغربها مثل إيمدغاسن في الشرق الجزائري أو الضريح الملكي الموريتانيفي وسط الجزائر، تشبه لحد كبير طريقة بناء الأهرامات، الأرجح أنها تعود إلى القرن الرابع الميلاي (4 ق.م)، بعضها وشك الاندثار بسبب العوامل الطبيعية و البشرية، أطلق كلمة «لجدار» أو «الاجدار» لهذه القبور الجنائزية من طرف السكان المحليين التي تعني الجدار أو الحائط ويمكن إعطائها مصطلح  مدراسن أو مدغاسن التي تعني بالأمازيغية القبور منه اشتق اسم المنطقة المحاذية للآثار لجدار «مدغوسة» وتوسنينة  وتوجد أثار في مدينة توسنينة لها علاقة كبيرة بالجدار ولكن لم تكتشف لحد الآن.
عدد هذه المقابر الجنائزية 13 وتنقسم إلى مجموعتين:
المجموعة الأولى: موجودة على الجبل الاخضر وتم ترتيبها حسب الحروف الاتينية (a/b/c)
والمجموعة الثانية: تبعد عنها بحوالي 06 كيلومتر وتتشكل من 10 قبور موجودة فوق جبل عروي وهي اهرامات بسبب العوامل الطبيعية والبشرية تكاد تختفي فيما يخص المجموعتين يعتبر القبر a الموجود في المجموعة الأولى اهمها والأكثر كبرا ويسمى قبر الكسكاس لشكله الشبيه بطبق الكسكس المحلي.
أقدم إشارة معروفة إلى الجدار كانت في عام 947م، عندما كان الخليفة الفاطمي إسماعيل المنصور يجري عمليات عسكرية في منطقة تيارت. وفقًا لمذكرات الحملة التي نسخها العديد من المؤرخين اللاحقين مثل إدريس عماد الدين وابن خلدون، فقد شاهد الخليفة مبنى الجدار في الجبل الأخضر وواجه نقشًا "باللغة الرومانية" (من المفترض انها تعني باللغة اليونانية البيزنطية، ولكن ربما أيضًا باللغة اللاتينية). عند الاستفسار عن معناها، قيل له إنها تقرأ "أنا ستراتيجوس سليمان. هذه المدينة تسمى موريتانيا. تمرد سكان هذه المدينة على الإمبراطور جستنيان وأمه ثيودورا. لذلك أرسلني ضدهم، وقد بنيت هذا المبنى، لإحياء ذكرى النصر الذي منحه الله لي ". [12] على الرغم من أن ابن خلدون عاش في المنطقة لسنوات عديدة، إلا أنه لم يشر إلى الجدار بأي شكل آخر.

## المواصفات الفنية والتقنية
- علو قبور المجموعة الأولى عن البحر: 1244م.
- علو قبور المجموعة الثانية عن سطح البحر: العلو 1283م.
- الانتساب التاريخي: اضرحة رومانية بيزنطية.
- العاصمة: مدينة توسنينة جنوب غرب الجزائر في ولاية تيارت.
- الفترة التاريخية: بين القرن الرابع 480/490 م.
- نوع البناء: عمارة جنائزية (قبور لملوك وشخصيات هامة عند البيزنطيين).
- مواد البناء: الحجارة الرملية والحجار الكلسية.
- عدد غرف الدفن في أكبر ضريح والاقدم: 80 غرفة.
- الابواب تتجه نحو الشرق وهذا يدل على علاقة البناء بالشمس.
- الزخارف على الجدران الخارجية نباتية وحيوانية (احصنة - نعامة / اسماك) ورموز على شكل نجوم داخل مربعات وصلبان قد تكون مسيحية، وحروف لاتينية وإغريقية - رومانية.
- فترة البناء القبور: تمتد أ لقرنين من القرن الرابع قبل الميلاد إلى الرابع الميلادي.
- ابعاد أكبر الاضرحة المسمى «كسكاس»: عدد الغرف 80، الطول 48 م - العرض 45 م - الارتفاع م الارتفاع عن سطح البحر أكثر 1200م مدخل البناء الشرق.

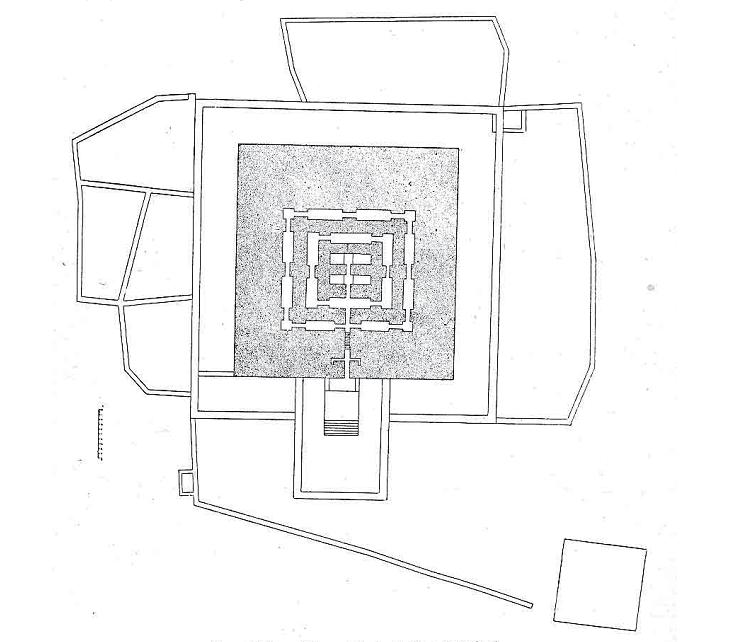
مخطط تفصيلي لهرم (C) لجدار
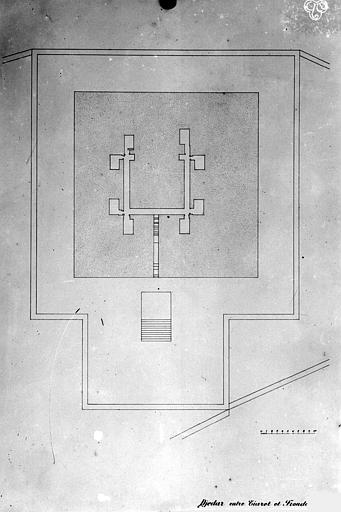
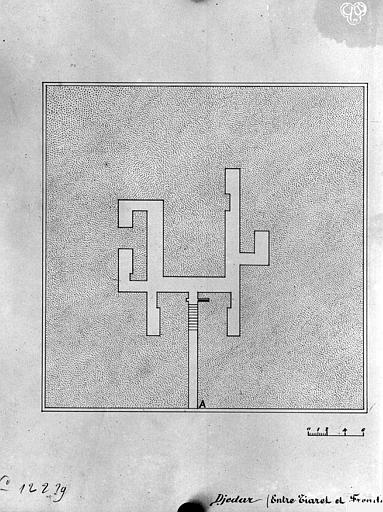
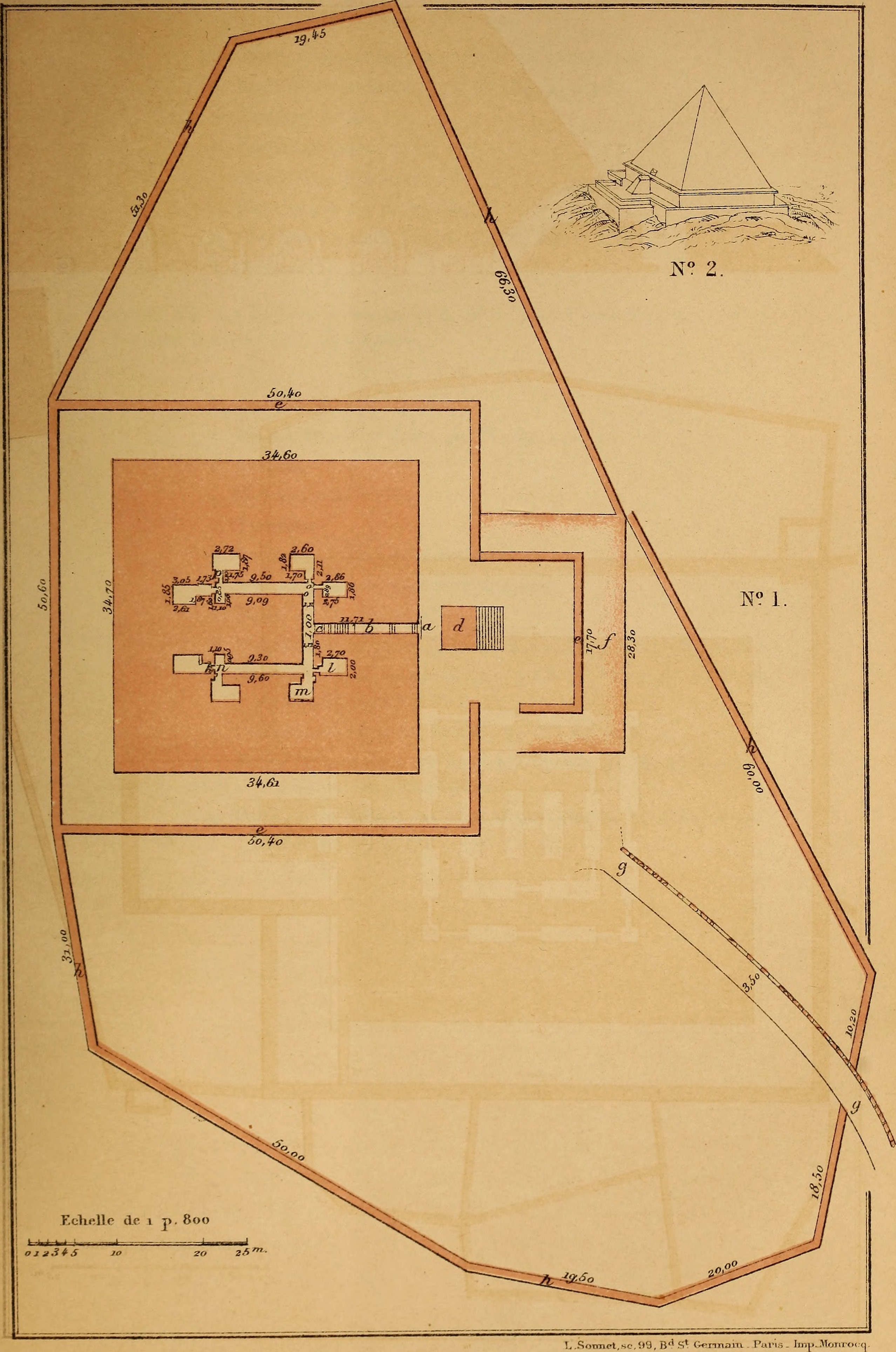
من أرشيف المهام العلمية والأدبية الفرنسية 1883

## شكل القبور
هي قاعدة مربعة من الجدران المشكلة بالحجارة كبيرة يعلوها ترصيف هرمي للحجارة فالضريح إذا مكون من جزئين القاعدة المربعة والمدرج أ هرمي مرج بالحجارة الكلسية المداخل موجودة من الجهة الشرقية فالضريح (a) توجد بهمدخل حجري يوصل إلى الاروقة الداخلية الموصلة إلى غرف الدفن ومداخل الغرف منخفظة مما تجبر الداخل على الانحناء امام القبور ومن الملامح المشتركة بين الاضرحة ابوابها الرئيسية تتجه للشرق وكذلك الساحة أو الردهة المقابلة للضريح وكان هناك علاقة بالشمس وشروقها طول جدران أهم الاضرحة 48م المعلم مبني بالحجارة الكلسية المشبذة المتوفرة في المكان وعلى بعد 3.80 م شرق الضريح يقع معلم عبارة عن بناء مستطيل طوله 7.32 م وعرضه 3.30 م قيلي الارتفاع اما فيما يخص تشكيل الضريح من الداخل فانه اروقة تنتهي بغرف الدفن التي يبلغ طولها 2.20 م وعرضها 1.80م اما علوها 1.80 م الزخرفة الداخلية للغرف تقتصر على غرفة دفن واحدة تحتوي شؤيط طوله 1.20م وعرضه 0.01 م فوق أحد مداخل الغرف مكون من اشكال هندسية مختلفة مثلثات مربعات ونجوم وهي بارزة احيانا وغائرة مرات أخرى.
بُنيت أهرامات لجدار قبل 16 قرنا على تلتين متجاورتين في شمال الجزائر، ولا تزال تحتفظ بأسرار كثيرة لم يكتشفها الباحثون إلى اليوم. والثوابت الوحيدة هي أن هذه الآثار الثلاثة عشر للحجارة مربعة القاعدة وذات الارتفاع الهرمي، الفريدة في الجزائر وبلدان المغرب العربي عموما، كانت مباني جنائزية تقع بالقرب من تيارت (250 كيلومترا جنوب غرب الجزائر العاصمة) وبُنيت بين نهاية القرن الرابع والقرن السابع للميلاد.
لكن الآراء متباينة حول من دفنوا فيها، وهم ربما من الشخصيات المهمة. في ذلك الوقت، انتشرت إمارات صغيرة حكمها ملوك الأمازيغ، ولا يعرف تاريخها بشكل جيد ولا يوجد سوى القليل من الآثار عنها. كما أن القرون الثلاثة التي صاحبت بناءها هي حقبة من الاضطرابات العميقة في شمال الجزائر حين كانت مملكة نوميديا تحت الحكم الروماني. ومن أبرز تلك الاضطرابات انهيار الإمبراطورية الرومانية الغربية، وغزوات الوندال ثم البيزنطيين وبداية الغزو العربي.
بنيت هذه الأهرامات على تلتين قرب بلدة فرندة، وهي ذات قواعد يراوح عرضها بين 11,5 مترا و46 مترا، ويصل طولها إلى 18 مترا.

## معالم جنائزية
ويختلف عدد الحجرات في كل هرم باختلاف حجمه، وصولا إلى عشرين. وهي حجرات متصلة بأروقة يرجح الباحثون أنها كانت مقابر جماعية وأماكن للعبادة أيضا. ونُحتت العتبات العلوية الحجرية للأبواب الداخلية بزخارف تقليدية عادة ما توجد في المباني المسيحية، ومشاهد صيد وصور لحيوانات. وتوجد أيضا بعض الكتابات التي يرجح أنها لاتينية، لكنها غير واضحة فيصعب تفسيرها. ويقول بعض الباحثين إنها يونانية.
ويقول رشيد محوز الباحث في علم الآثار الذي يعمل منذ خمس سنوات لإنجاز أطروحة دكتوراه عن هذه الأهرامات «ما يميزها قبل كل شيء هو تاريخ بنائها». فهي متأخرة عن غيرها من المعالم الجنائزية في شمال الجزائر، مثل ضريح إمدغاسن العائد إلى القرن الثالث قبل الميلاد، وضريح ماسينيسا أول ملوك نوميديا الموحدة العائد إلى القرن الثاني قبل الميلاد، والضريح الملكي الموريتاني (يسميه الجزائريون «قبر الرومية») الذي يعود إلى القرن الأول قبل الميلاد.
وأقدم وصف مكتوب عن لجدار يعود إلى القرن الحادي عشر للمؤرخ ابن الرقيق نقلها عنه ابن خلدون في مقدمته في القرن الرابع عشر. وبقيت هذه المعالم لقرون عدة عرضة لتقلبات الزمن وكذلك للنهب بسبب موقعها في منطقة غير مأهولة.

## عودة الاهتمام
ولم يعد الاهتمام بأهرامات لجدار إلا في القرن التاسع عشر مع أولى الحفريات الأثرية الحديثة في الجزائر التي رافقت الاحتلال الفرنسي، مع جنود فرنسيين استكشفوا تسع أهرامات ابتداء من عام 1865. وبين العامين 1967 و1970، أجرت عالمة الآثار الجزائرية فاطمة قادري (توفيت العام 2012) دراسات معمقة للأهرامات الثلاثة الأقدم. لكن النهب وتدهور حالتها مع مرور الوقت جعل الأمر أكثر صعوبة على الباحثين.
ويأسف «لعدم توفر الأرشيف الفرنسي حول لجدار كما أن العظام والأشياء التي عثر عليها أيام الاحتلال نقلت إلى فرنسا». ويأسف أيضا لعدم وجود أبحاث خاصة بهذه «العجائب»، كما يصفها دارسين متخصصين.

## تصنيفها في قائمة التراث العالمي
صنفت لجدار ضمن (التراث الوطني الجزائري) منذ 1969. وتتطلع السلطات الجزائرية وعلماء الآثار إلى تصنيفها ضمن التراث العالمي من جانب منظمة الأمم المتحدة للتربية والعلم والثقافة (يونسكو) ما يسمح بحمايتها ودراستها. ويعد المركز الوطني للبحث التاريخي والأنثروبولوجي منذ أكثر من سنة ملفا في هذا الإطار لتقديمه إلى اليونسكو.
وفي انتظار ذلك تستمر جهود المحافظة عليها، ففي فرندة يعمل عشرون طالبا في الآثار مع أساتذتهم على معاينة الأضرار وينظفون بالفرشاة والماء الرموز المنقوشة على بعض الأحجار قبل قياسها، وهي عملية دقيقة قد تتطلب ساعتين لكل رمز.

## معرض صور

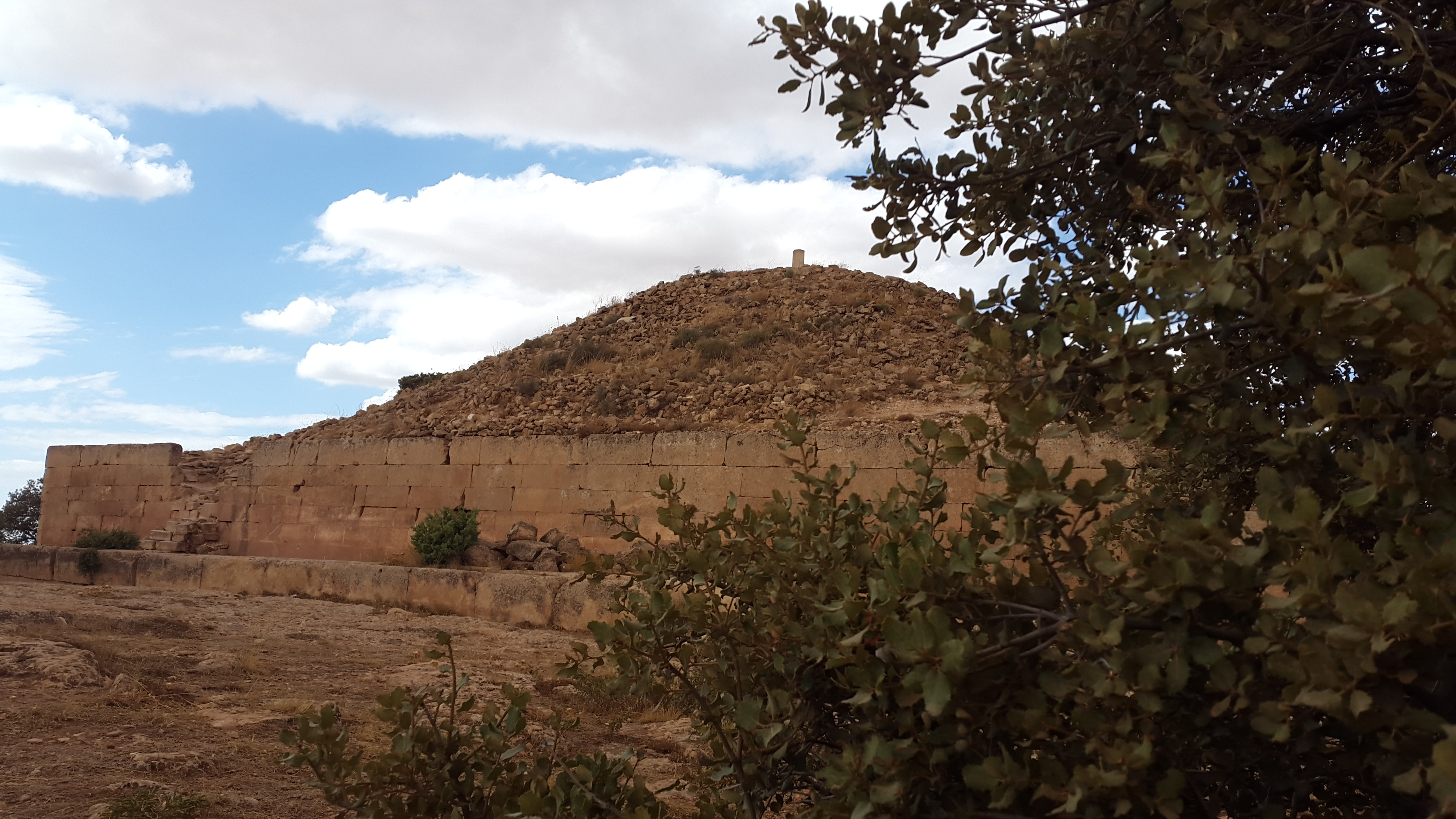
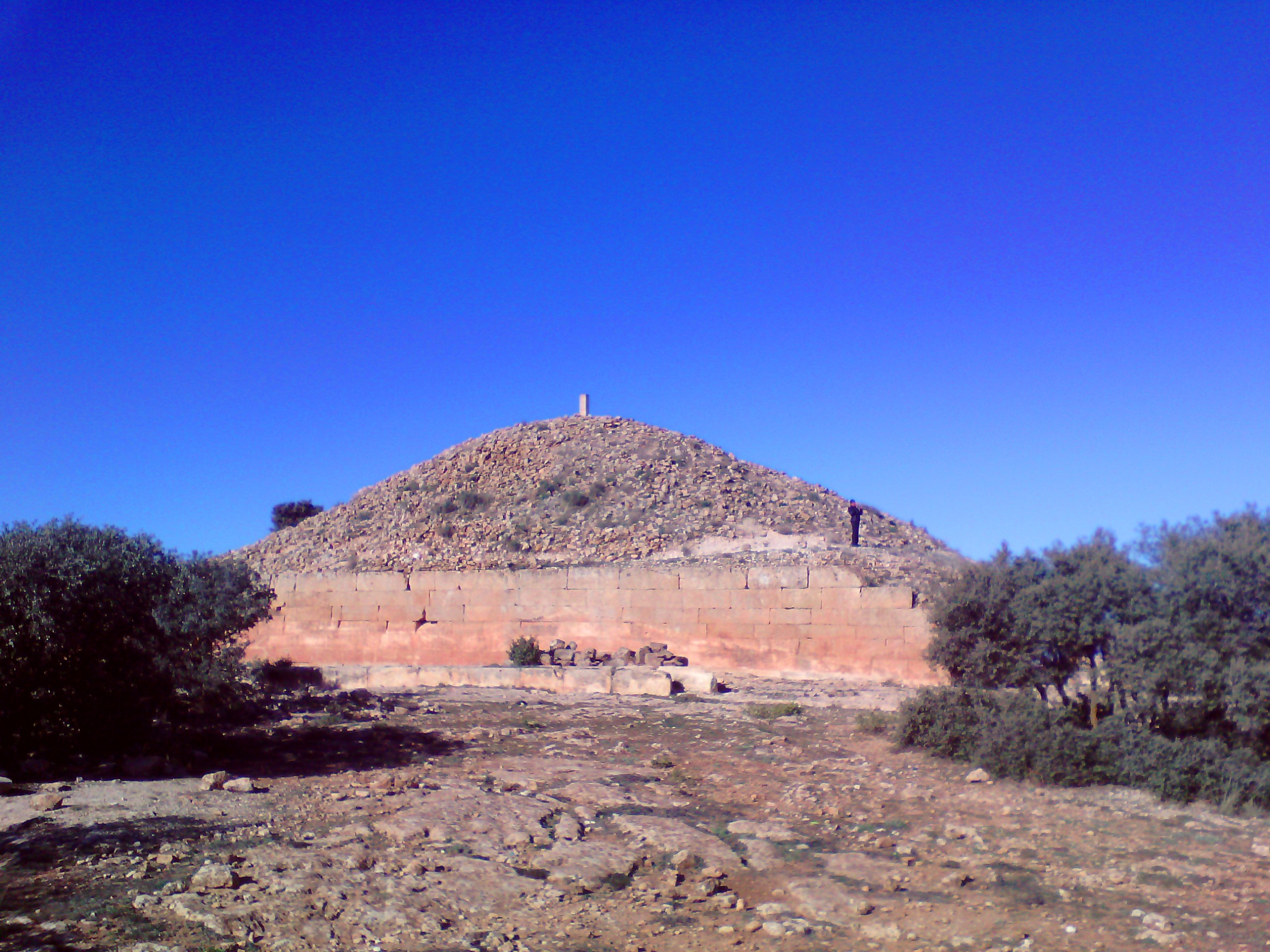
صورة لجدار
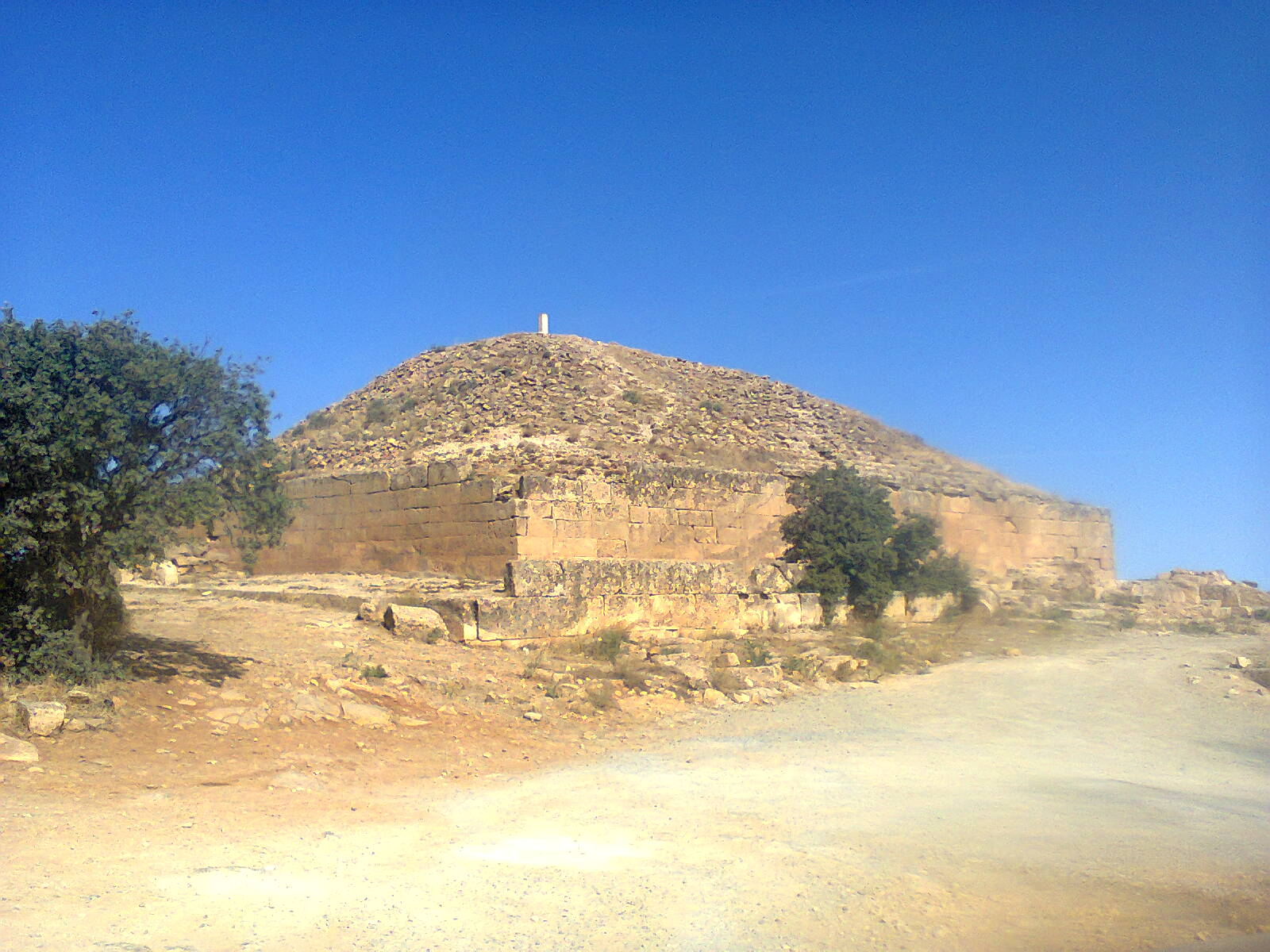
الضريح الملكي

## وصلات خارجية
- لجدار من الداخل فيديو من اليوتيب
- معلومات عن لجدار
- أهرامات لجدار بتيارت شيّدها ملوك الأمازيغ وتلاشت مع الزمن